# Boris Rotenberg
Boris Borisovich Rotenberg (Leningrado, Rusia, 16 de mayo de 1986) es un futbolista ruso, naturalizado finlandés, que juega de defensa en el F. C. Lokomotiv Moscú de la Liga Premier de Rusia. Ha sido internacional con la selección de Finlandia.

## Clubes
| Club                              | País      | Año       |
| --------------------------------- | --------- | --------- |
| F. C. Jokerit                     | Finlandia | 2002-2003 |
| Klubi-04                          | Finlandia | 2004-2005 |
| Zenit de San Petersburgo          | Rusia     | 2006-2010 |
| F. C. Shinnik (cedido)            | Rusia     | 2008      |
| F. C. Saturn (cedido)             | Rusia     | 2008      |
| F. C. Khimki (cedido)             | Rusia     | 2009      |
| F. C. Alania Vladikavkaz (cedido) | Rusia     | 2010      |
| F. C. Dinamo Moscú                | Rusia     | 2011-2016 |
| F. C. Kuban Krasnodar (cedido)    | Rusia     | 2012      |
| Olympiakos Nicosia F. C. (cedido) | Chipre    | 2012-2013 |
| F. C. Rostov (cedido)             | Rusia     | 2015-2016 |
| F. C. Lokomotiv Moscú             | Rusia     | 2016-     |

## Palmarés

### Campeonatos nacionales
| Título                | Club                  | País  | Año  |
| --------------------- | --------------------- | ----- | ---- |
| Copa de Rusia         | F. C. Lokomotiv Moscú | Rusia | 2017 |
| Liga Premier de Rusia | F. C. Lokomotiv Moscú | Rusia | 2018 |
| Copa de Rusia         | F. C. Lokomotiv Moscú | Rusia | 2019 |
| Supercopa de Rusia    | F. C. Lokomotiv Moscú | Rusia | 2019 |
| Copa de Rusia         | F. C. Lokomotiv Moscú | Rusia | 2021 |